# Boreček

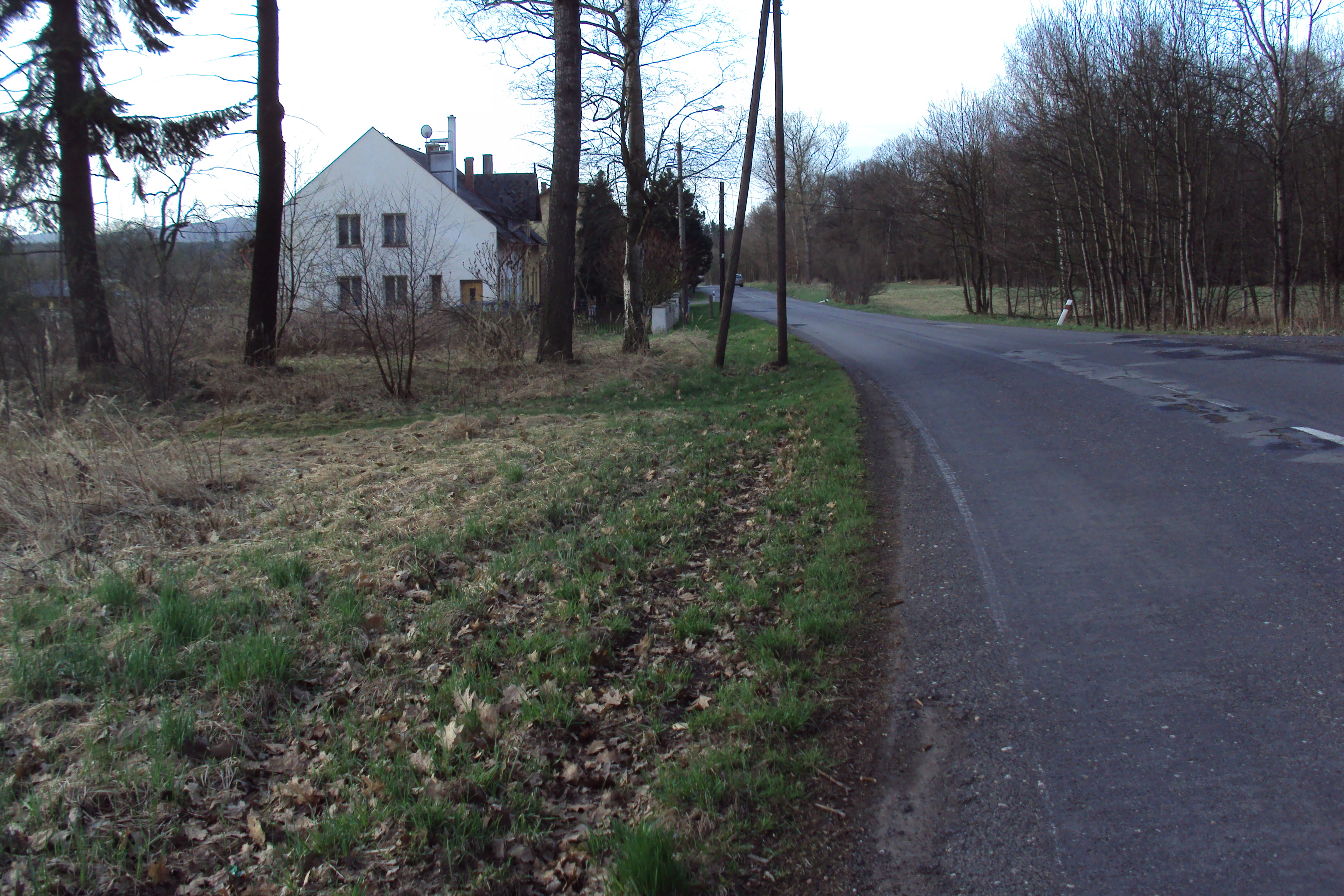
Nördlicher Teil von Boreček

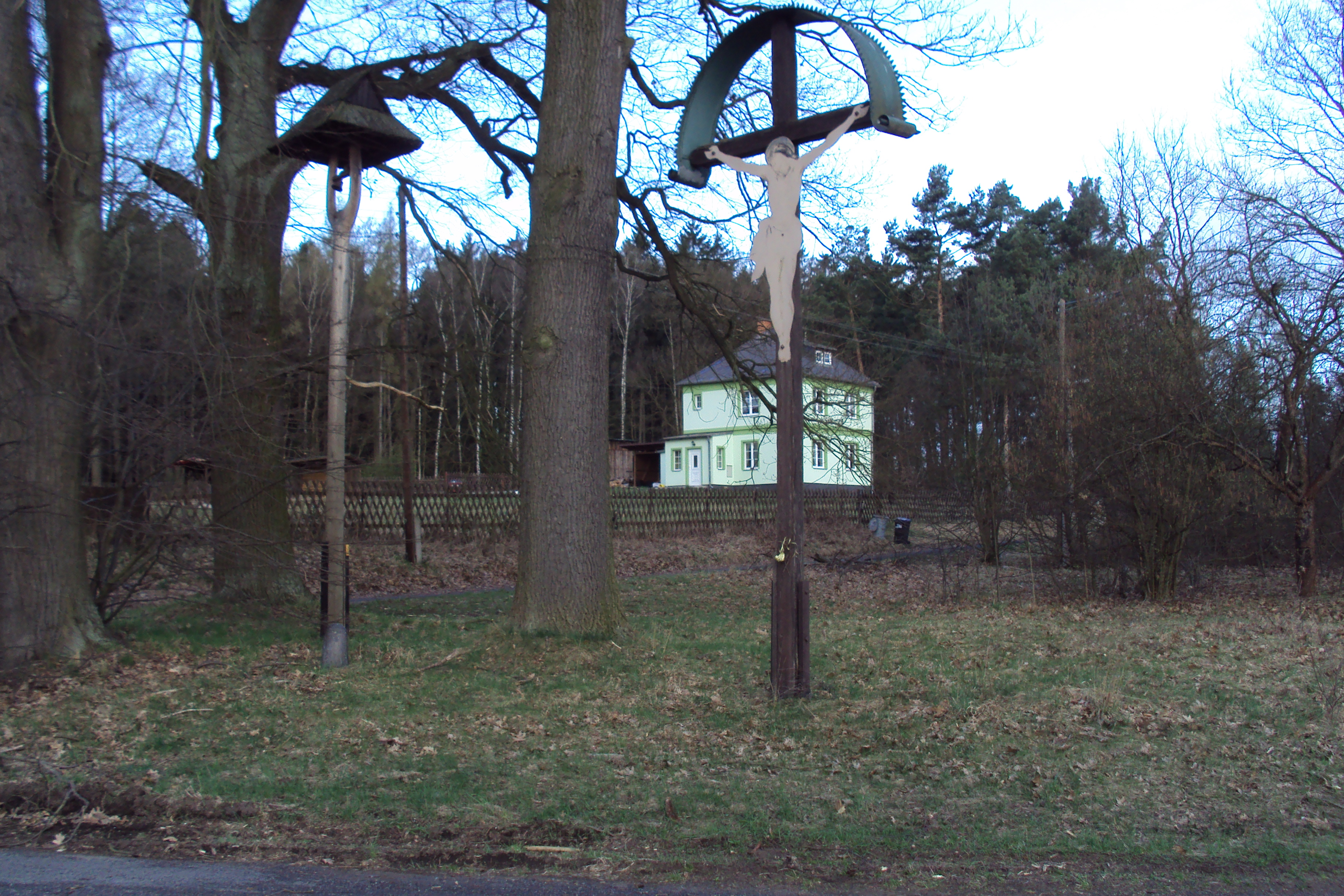
Wegekreuz im nördlichen Teil von Boreček

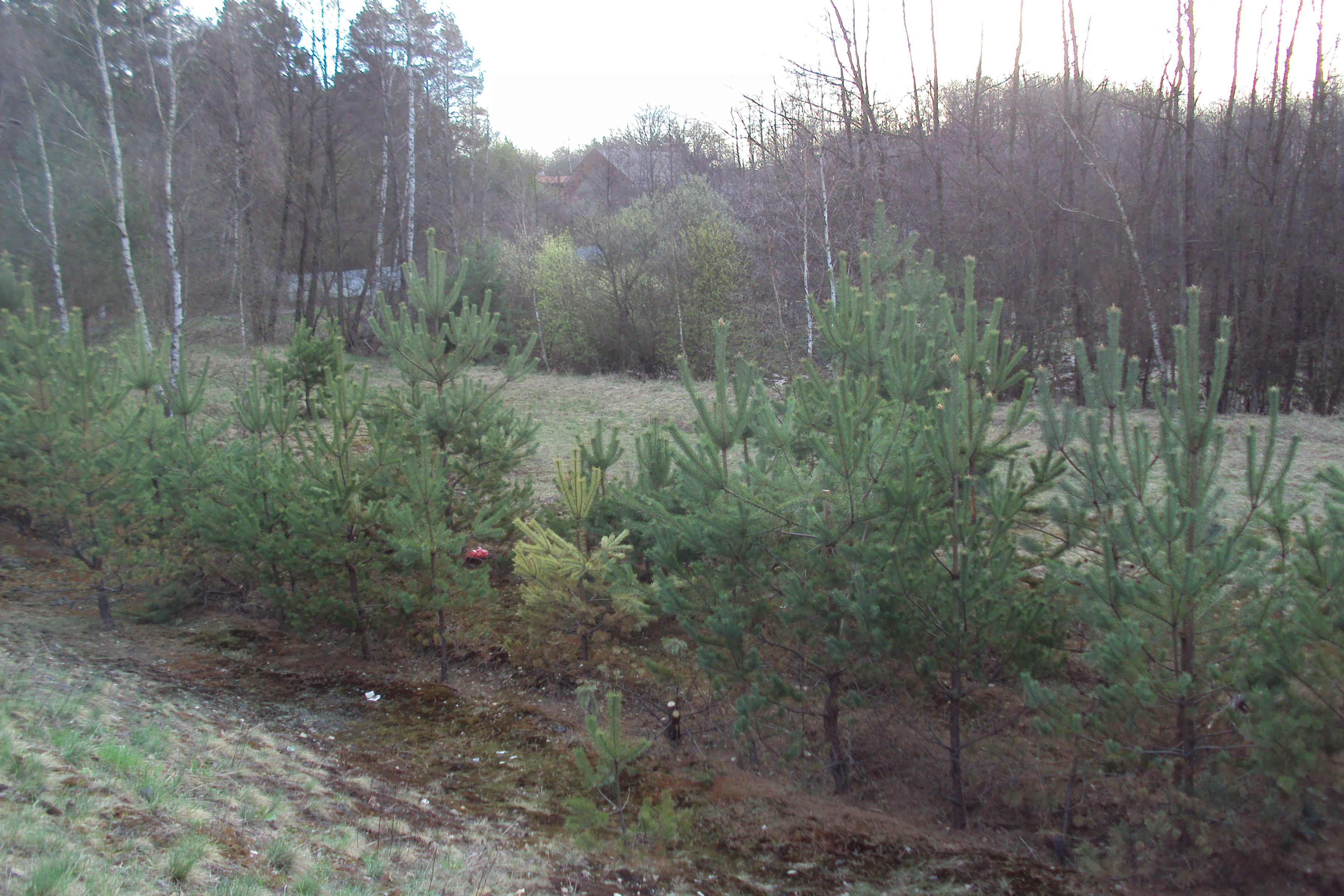
Blick von der Straße II/270 nach dem hinter einem Wäldchen gelegenen südlichen Teil von Boreček

Boreček (deutsch Haidedörfel) ist ein Ortsteil der Stadt Ralsko in Tschechien. Er liegt zweieinhalb Kilometer südlich des Stadtzentrums von Mimoň und gehört zum Okres Česká Lípa. 

## Geographie
Boreček befindet sich rechtsseitig der Ploučnice in der Ralská pahorkatina (Rollberg-Hügelland). Der Ort besteht aus zwei Siedlungen, die 700 Meter auseinander liegen. Die nördliche Siedlung liegt auf einer Anhöhe direkt an der Straße II/270 zwischen Mimoň und Doksy, der andere Teil östlich dieser Straße an der Ploučnice. Nordöstlich erhebt sich der Ralsko (Rollberg, 696 m), im Südosten der Červený vrch (Rother Hübel, 299 m), südlich der Víšek (Wischken, 308 m) und der Bahno (Bahumberg, 328 m), im Südwesten der Jindřichův kopec (Heinrichsberg, 357 m) und der Mufloní vrch (339 m), westlich der Jelení vrch (Hirschberg, 320 m) und der Jelení vršek (Hirschhübel, 307 m) sowie im Nordwesten der Liščí vrch (Fuchsberg, 321 m).
Gegen Westen erstreckt sich das Waldgebiet Borečký les (Heiderevier), südwestlich das Sandsteinfelsgebiet des Kummergebirges. Südlich liegt der ehemalige Militärflugplatz Hradčany.
Nachbarorte sind Na Slovanech und Mimoň im Norden, Pavlín und Nový Dvůr im Nordosten, Hvězdov und Ploužnice im Osten, Skelná Huť und Kuřívody im Südosten, Nový Most (Neubrück), Hradčany und die Wüstungen U Dvou chalup (Zweihäusel) und Trojzubec (Dreizipfel) im Süden, Staré Splavy und Provodín im Südwesten, Srní und Veselí im Westen sowie Brenná, Božíkov und Bohatice im Nordwesten. 

## Geschichte
Im Jahre 1712 ließ die Besitzerin der Allodialherrschaft Reichstadt, Großherzogin Anna Maria Franziska in dem zu ihrer Herrschaft gehörigen Teil des Großen Tiergartens die prächtige barocke Kapelle der hll. Eustachius, Hubertus und Ägidius sowie eine Einsiedelei erbauen.
Etwa zur selben Zeit begann auch die Besiedlung des durch den Tiergarten verlaufenden Tals der Ploučnice. Seit 1711 ist auf dem Gebiet der Herrschaft Hirschberg eine Brettmühle an der Ploučnice nachweislich, in deren Nähe wenig später die Ansiedlung Kummer entstand. Die erste Erwähnung der auf der gegenüberliegenden Seite des Flüsschens befindlichen Siedlung Annahayd erfolgte im Jahre 1720. Der Ort bestand ursprünglich aus einem Meierhof und einem Hegerhaus, die auch als Jagdschlösschen Annahayd zusammengefasst wurden.
Nachdem die Einsiedelei im Zuge der Josephinischen Reformen 1782 aufgehoben wurde, war die Kapelle dem Verfall überlassen und wurde schließlich von den Bewohnern der umliegenden Orte größtenteils als Baumaterial abgebrochen. 1787 wurde südwestlich von Annahayd an der Ploučnice gegenüber von Kummer eine Mahl- und Papiermühle errichtet. Im Jahre 1790 bestand Annahayd aus einem Jägerhaus mit Försterswohnung sowie der Kapelle. Ernst von Waldstein-Wartenberg, dem der größte Teil des seine Herrschaften Hirschberg, Weißwasser, Münchengrätz umschließenden Großen Tiergartens gehörte, ließ diesen 1797 aufheben. Wegen der durch den großen Hochwildbestand verursachten Schäden ließ er in den Jahren 1825 und 1826 die zur Herrschaft Hirschberg gehörigen Wälder des Haider, Kummerer und Thamer Reviers wieder als Tiergarten bewirtschaften. Im 19. Jahrhundert wurde der Meierhof parzelliert, für das auf seinen Fluren entstandene Dorf bildete sich der Ortsname Haidedörfel heraus.
Im Jahre 1832 bestand Haidedörfel oder Annahaid aus 22 Häusern mit 101 deutschsprachigen Einwohnern. Im Ort gab es ein obrigkeitliches Jägerhaus. Abseits lag an der Pulsnitz die Hammermühle, auch Haidemühle genannt – eine Papiermühle mit 15 Arbeitern. Pfarrort war Niemes. Bis zur Mitte des 19. Jahrhunderts blieb das Dorf zur Allodialherrschaft Reichstadt untertänig und hatte einen eigenen Ortsrichter. 
Nach der Aufhebung der Patrimonialherrschaften bildete Heidedörfel ab 1850 einen Ortsteil der Gemeinde Brenn im Bunzlauer Kreis und Gerichtsbezirk Niemes. Ab 1868 gehörte Heidedörfel zum Bezirk Böhmisch Leipa. In dieser Zeit wurde die Haider Papiermühle zu einer Glasschleiferei umgebaut; später diente sie als Filzwarenfabrik. 1875 brannte die Haider Papiermühle nieder und wurde nicht wieder aufgebaut. Im Jahre 1903 bestand Heidedörfel aus 22 Häusern, in denen 83 Personen lebten. Darin inbegriffen war das einschichtige herrschaftliche Hegerhaus Papiermühle. Zu Beginn des 20. Jahrhunderts setzte sich der Ortsname Haidedörfel durch. Ab 1909 erfolgte der Bau der Straße von Niemes nach Hirschberg, die zwischen Haidedörfel und Neubrück über die Ploučnice führte. Haidedörfel bestand im Jahre 1921 aus 21 Häusern mit 90 Einwohnern. In den 1920er Jahren entstand an der Ploučnice bei Haidedörfel ein Sägewerk mit eigenem Wassergraben. Die bis dahin durch ganz Haidedörfel und Neubrück führende Straße von Niemes nach Hirschberg wurde unterhalb des nördlichen Ortsteils begradigt und nach Westen verlegt; dabei entstand auch eine neue Ploučnice-Brücke. Der tschechische Ortsname Boreček wurde 1924 eingeführt.
Nach dem Münchner Abkommen erfolgte 1938 die Angliederung an das Deutsche Reich; zunächst gehörte Haidedörfel zum Landkreis Böhmisch Leipa und seit dem 1. Mai 1939 zum Landkreis Deutsch Gabel. 1944 entstand die Tierkörperverwertung. Im März 1945 begann südlich des Dorfes auf dem Kummerfeld bei Zweihäusl der Bau eines Flugplatzes, der bei US-amerikanischen Luftangriffen beschädigt und erst nach dem Ende des Zweiten Weltkrieges von der Tschechoslowakischen Armee fertiggestellt wurde. 
Nach dem Ende des Zweiten Weltkrieges kam Boreček zur Tschechoslowakei zurück. In den Jahren 1946 und 1947 wurden die meisten deutschböhmischen Bewohner vertrieben. Das Sägewerk wurde stillgelegt und die Tierkörperverwertung verstaatlicht. Nach 1950 wurde Boreček von der Gemeinde Brenná in den Truppenübungsplatz Ralsko umgegliedert. In Boreček wurde ein Fallschirmjägerbataillon stationiert und eine Fallschirmtrocknungsanlage errichtet. Im Gegensatz zu den meisten Orten auf dem Militärgebiet wurde Boreček nicht zerstört; der Ort blieb als Wohnsiedlung für Angestellte des Militärforstbetriebs und Militärangehörige erhalten, verfiel jedoch. Nach dem Prager Frühling 1968 benutzte die Rote Armee bis 1991 das Gelände. Die Landebahn des Militärflugplatzes Hradčany wurde in den 1980er Jahren auf eine Länge von 2700 Meter und Breite von 90 Meter ausgebaut, so dass der Flugplatz bei schlechtem Wetter auf dem Weltraumbahnhof Baikonur als Ersatzlandeplatz für die sowjetische Raumfähre Buran dienen sollte. Nach dem Abzug der Sowjets bildet Boreček seit dem 1. Januar 1992 einen Ortsteil der Gemeinde Ralsko. 
Im Jahre 2001 bestand Boreček aus 14 Wohnhäusern, in denen 66 Menschen lebten. Ende 2005 hatte der Ort 49 Einwohner, Ende 2011 waren es 67. Insgesamt besteht der Ort aus 31 Häusern. 
Bei Boreček betreibt die SAP Mimoň spol. s.r.o eine Verbrennungsanlage für Tierkörper und organische Abfälle. Im Experimentellen Polygon befindet sich eine Außenstelle des Instituts für Bevölkerungsschutz Lázně Bohdaneč, in der Untersuchungen zur Erkennung, Nachweis und Schutz vor Gift- und Gefahrstoffen vorgenommen werden.

## Ortsgliederung
Der Ortsteil Boreček bildet zugleich einen Katastralbezirk. Zu Boreček gehört die Wüstung Papírna (Papiermühle).

## Sehenswürdigkeiten
- Sandsteinfelsgebiet Hradčanské stěny, südwestlich des Ortes
- Eustachius-Kapelle (Eustachova kaple), im Wald westlich von Boreček, an ihrer Stelle befand sich seit 1712 die barocke Kapelle der hll. Eustachius, Hubertus und Ägidius einschließlich einer Einsiedelei. 1782 wurde die Kapelle dem Verfall überlassen, später erfolgte der Abriss des Schiffes. Um 1904 wurde der noch erhaltene Chor zur heutigen Eustachius-Kapelle umgestaltet. Nach dem Zweiten Weltkrieg begann der erneute Verfall, die Kapelle wurde geplündert und von Rotarmisten beschmiert. im Jahre 2013 erfolgte eine Instandsetzung der Außenhaut.